# Ibrahim Jakan
Ibrahim Jakan Chulusi (arab. إبراهيم يكن خلوصي, ur. w 1900) – egipski piłkarz, uczestnik Igrzysk Olimpijskich 1924.
Zawodnik wystąpił w obydwu spotkaniach, jakie reprezentacja Egiptu rozegrała na turnieju piłkarskim podczas igrzysk w 1924 roku. W meczu II rundy (1/8 finału) z Węgrami, wygranym przez Egipt 3:0, zdobył dwie bramki.